# Bridget Brink
Bridget Ann Brink és una diplomàtica estatunidenca. Brink que va començar la seva carrera diplomàtica el 1996 va ser designada a partir del 29 de maig de 2019 ambaixadora dels Estats Units a Eslovàquia pel president Donald Trump i posteriorment esdevingué ambaixadora dels Estats Units a Ucraïna arran de la seva tria pel president Joe Biden a partir del 18 de maig de 2022.